# Нант-ан-Ратье
Нант-ан-Ратье (фр. Nantes-en-Ratier) — коммуна во Франции, находится в регионе Рона — Альпы. Департамент коммуны — Изер. Входит в состав кантона Матезин-Триев. Округ коммуны — Гренобль.
Код INSEE коммуны — 38273. Население коммуны на 1999 год составляло 389 человек. Населённый пункт находится на высоте от 587 до 1 975  метров над уровнем моря. Муниципалитет расположен на расстоянии около 510 км юго-восточнее Парижа, 120 км юго-восточнее Лиона, 30 км южнее Гренобля. Мэр коммуны — Joël Pontier, мандат действует на протяжении 2001—2008 гг.
Динамика населения (INSEE):